# Pahtajärvi (sjö i Enare, Lappland)
Pahtajärvi är en sjö i kommunen Enare i landskapet Lappland i Finland. Arean är 37 hektar och strandlinjen är 3,58 kilometer lång. Sjön  ingår i Pasvik älvs huvudavrinningsområde.   Den ligger omkring 270 kilometer norr om Rovaniemi och omkring 970 kilometer norr om Helsingfors. 